# 고종익
고종익(高宗益, 일본식 이름: 高島宗益, 高山宗益, 1915년 1월 17일 ~ 1995년 8월 5일)은 한국의 바리톤 성악가이다.

## 생애
1935년 조선일보사가 주최한 전국남녀현상콩쿠르대회에서 이인범과 함께 성악 부문 2위로 입상했다.
일제강점기 말기인 1941년 음악보국 음악회에 출연했고, 1943년 국민총력조선연맹이 조직한 국민가창지도대라는 친일 음악 단체에 가입하여 지방을 순회하며 군국가요를 보급했다. 이 단체에는 현제명을 중심으로 마금희, 김성태, 이흥렬 등이 참여했다. 2008년 민족문제연구소가 선정한 친일인명사전 수록예정자 명단 음악 부문에 포함되었다.
대한민국 초창기 오페라계에서 활동했다. 1948년 한국 최초의 오페라 《춘희》가 공연되었을 때 출연했고, 1950년 초에 공연된 《카르멘》에도 출연했다.
한국 전쟁 개전 초기 조선인민군이 서울을 점령한 뒤 대한민국 출신 음악가들로 조직한 경비대협주단의 합창부에 속해 있다가 인민군이 후퇴할 때 조선민주주의인민공화국에 의해 납북되었다. 1956년부터 1962년까지 평양시 인민대의원을 역임했으며 국기훈장 1급을 받았다.

## 참고자료
- 반민족문제연구소 (1993년 4월 1일). 〈현제명 : 일제 말 친일음악계의 대부 (노동은)〉. 《친일파 99인 3》. 서울: 돌베개. ISBN 9788971990131.
- 송방송, 〈판소리 전통의 창조적 계승문제〉 (1990년 국악원 학술회의)